# Mission Bend
Mission Bend es un lugar designado por el censo ubicado en el condado de Fort Bend en el estado estadounidense de Texas. En el Censo de 2010 tenía una población de 36.501 habitantes y una densidad poblacional de 2.874,39 personas por km².

## Geografía
Mission Bend se encuentra ubicado en las coordenadas 29°41′37″N 95°39′59″O / 29.69361, -95.66639. Según la Oficina del Censo de los Estados Unidos, Mission Bend tiene una superficie total de 12.7 km², de la cual 12.65 km² corresponden a tierra firme y (0.41%) 0.05 km² es agua.

## Demografía
Según el censo de 2010, había 36.501 personas residiendo en Mission Bend. La densidad de población era de 2.874,39 hab./km². De los 36.501 habitantes, Mission Bend estaba compuesto por el 36.07% blancos, el 29.73% eran afroamericanos, el 0.46% eran amerindios, el 15.25% eran asiáticos, el 0.04% eran isleños del Pacífico, el 14.66% eran de otras razas y el 3.8% pertenecían a dos o más razas. Del total de la población el 40.32% eran hispanos o latinos de cualquier raza.